# Žalostná

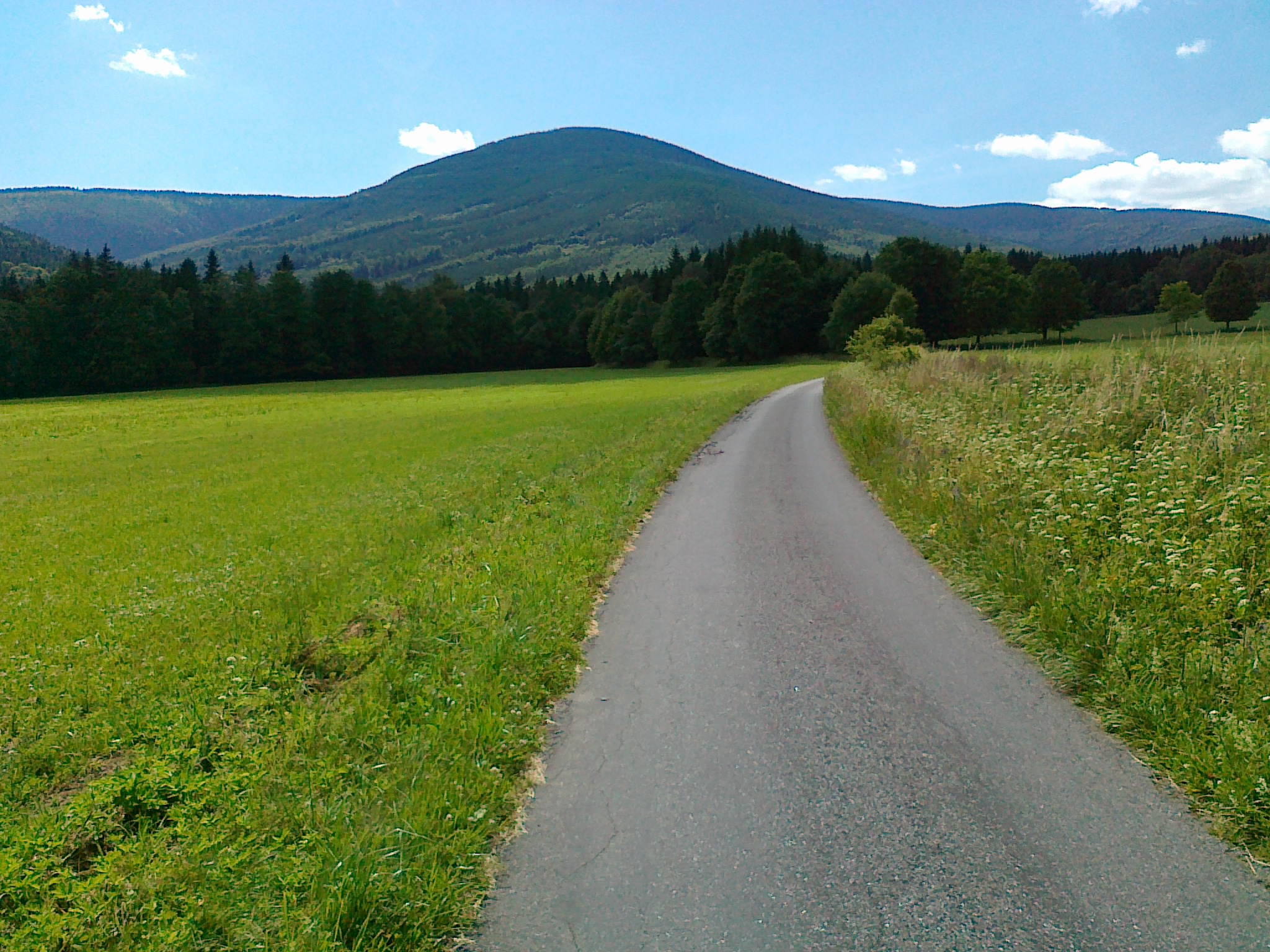
Cyklotrasa u Žalostné

Žalostná (německy Reibernap) je skála v pohoří Hrubý Jeseník, dosahující výšky 1352 metrů nad mořem. Nachází se na východním svahu čtvrté nejvyšší hory Hrubých Jeseníků Keprník, vzdušnou čarou 800 metrů od vrcholu. Dalšími horami v jejím okolí jsou Šerák (2,2 km), Vozka (2,5 km) nebo Červená hora (3,1 km).

## Přístup
Skála se nachází na území NPR Šerák-Keprník, a protože k ní vede jen neznačená lesní stezka, tak je pro turisty nepřístupná.